# Lewis Stone
Lewis Shepard Stone (Worcester, 15 november 1879 - Beverly Hills, 12 september 1953) was een Amerikaans acteur.
Hij stond bekend om zijn grijze haar, dat hij al had sinds hij twintig was.
Stone vocht in de Spaans-Amerikaanse Oorlog. Hij werd genomineerd voor een Academy Award voor Beste Acteur in 1929 voor zijn rol in de film The Patriot.
Stone speelde in films tot aan zijn dood. Hij stierf aan een hartaanval.
Stone heeft een ster op de Hollywood Walk of Fame op Hollywood Boulevard.

## Filmografie (selectie)
- 1928: The Patriot
- 1929: The Trial of Mary Dugan
- 1930: The Big House
- 1931: Inspiration
- 1931: Mata Hari
- 1932: Grand Hotel
- 1932: Red-Headed Woman
- 1932: The Mask of Fu Manchu
- 1933: Bureau of Missing Persons
- 1933: Queen Christina
- 1934: The Girl from Missouri
- 1934: Treasure Island

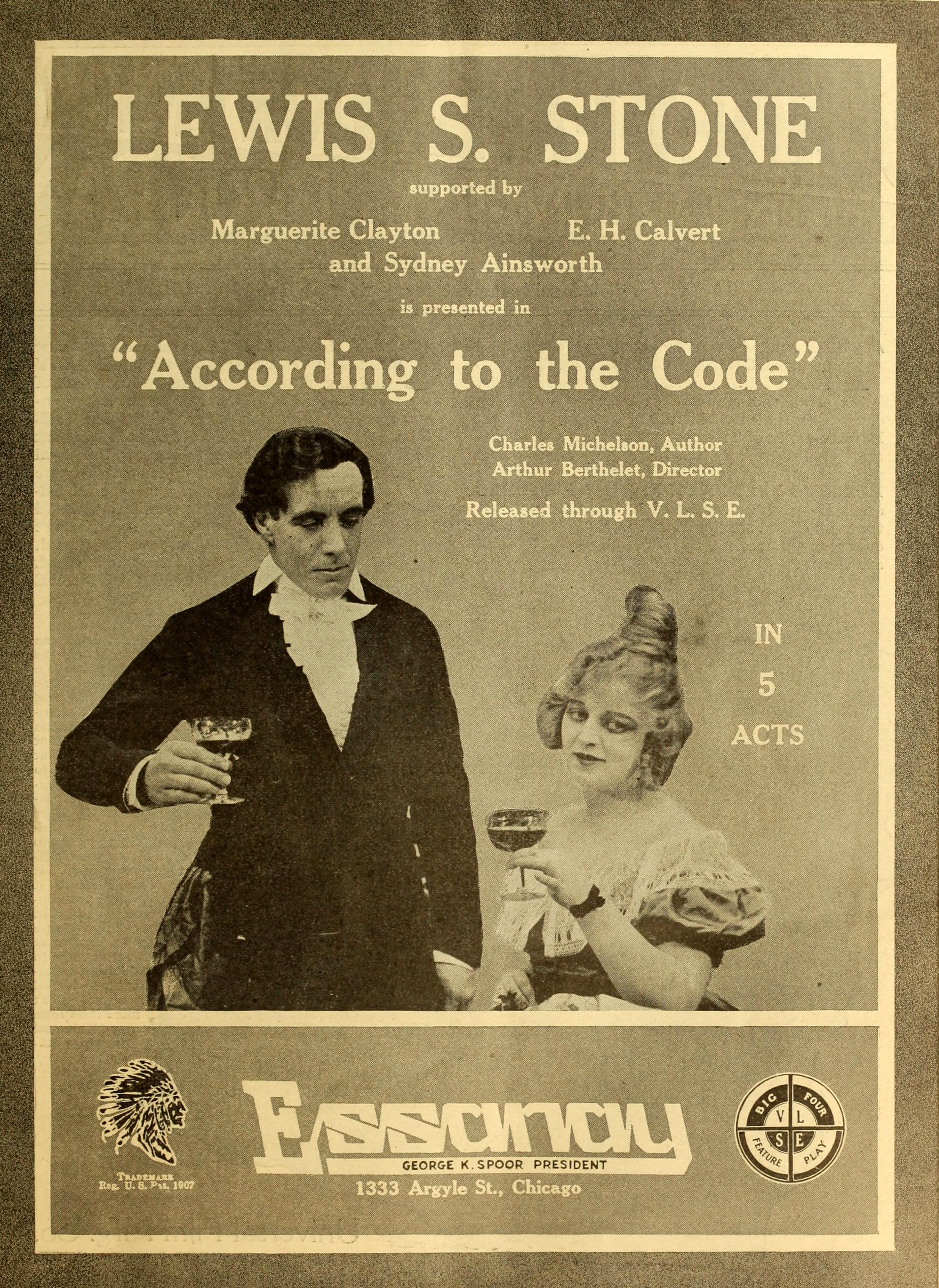
According to the Code (1916)

- 1935: The Personal History, Adventures, Experience, and Observation of David Copperfield, the Younger
- 1935: China Seas
- 1936: Suzy
- 1937: Saratoga
- 1938: Judge Hardy's Children
- 1939: The Ice Follies of 1939
- 1939: Andy Hardy Gets Spring Fever
- 1940: Andy Hardy Meets Debutante
- 1941: Andy Hardy's Private Secretary
- 1941: Life Begins for Andy Hardy
- 1942: Andy Hardy's Double Life
- 1946: Love Laughs at Andy Hardy
- 1948: State of the Union
- 1949: Any Number Can Play
- 1950: Key to the City
- 1950: Stars in My Crown
- 1951: Angels in the Outfield
- 1952: Scaramouche
- 1952: The Prisoner of Zenda
- 1953: All the Brothers Were Valiant